# 李榮烈
李榮烈（1936年—），南投草屯人，竹編工藝師，師承顏水龍、陳火慶、王清霜與黃塗山，素材技法結合漆、竹媒材，創作出獨具風格的「籃胎漆器」，並開發「竹旋切板技術」使竹藝創作更具特色。

## 生平

### 早期
1936年，李榮烈誕生於草屯，父親服務於草屯郵局，母親為家庭主婦，兄弟姊妹共六人，李榮烈排行老二。1953年，李榮烈考上彰化高工補校夜間部，後因生病休學。

### 竹編工藝研習時期
1954年，在報紙上看到「南投縣工藝研究班」招收學員的訊息，便報名參加竹工科，指導老師為黃塗山。畢業後擔任研究生協助教學。1958年，李榮烈22歲，正式受聘為竹工科的指導員。而後為求深造至台北參與農復會為期兩年的研究計畫。計畫結束後返鄉擔任「惠臺有限公司」工廠指導管理工作。1971年初，接獲臺灣竹材分類家林維治的邀請，前往邦交國马达加斯加，進行技術支援指導的工作，歷時一年。回台後獲聘「順盈木器股份有限公司」擔任廠長職務。

### 竹、漆技法結合創作期
1978年，李榮烈應聘至國立臺灣工藝研究所木工科擔任技術員。1984年，研究所設計組的同仁黃麗淑小姐，特別聘請漆藝家陳火慶教導同仁漆器技藝，李榮烈結合竹編與漆藝進行「籃胎漆器」的研究。1989年，李榮烈以作品〈籃胎漆器茶道組〉，參加第十二屆全國美展，榮獲工藝類第一名。1994年，獲頒教育部第十屆「民族藝術薪傳獎」。2001年，退休後持續推廣技藝教育。2012年，受邀參加南投縣政府「竹工藝『籃胎漆器』技藝教育推廣研習」活動，於2013年，獲頒國立臺灣工藝研究發展中心「工藝成就獎」。

## 獎項
1989年，第十二屆全國美展，工藝類第一名，作品〈籃胎漆器茶道組〉
1992年，獲行政院文化建設委員會第一屆「民族工藝獎」編織類佳作
1993年，獲行政院文化建設委員會第二屆「民族工藝獎」編織類佳作
1994年，獲頒教育部第十屆「民族藝術薪傳獎」
2013年，獲頒國立臺灣工藝研究發展中心「工藝成就獎」

## 展覽
1990年，應邀參加臺中縣立文化中心舉辦的「現代編織藝術特展」
1991年，參加臺中的臺灣省立美術館舉辦的「臺灣工藝展─從傳統到創新」
1992年，應邀參加臺灣省立美術館舉辦的「臺灣工藝展」，參展作品〈原竹花蕊〉
1993年，應邀代表我國參加文建會舉辦的「臺北國際傳統工藝大展」，並進行現場示範
1993年，文建會在臺北火車站的文化藝廊，舉辦首次個展「李榮烈竹編特展」
1994年，由於榮獲教育部「民族藝術薪傳獎」，應邀參加「薪傳獎十年聯展」
1995年，應邀參加第十四屆全國美展
1996年，參加手工業研究所「中日現代漆藝交流展」
1996年，參與臺灣推動加入聯合國的宣達活動「歡喜臺灣周」
1997年，參加法國巴黎「中國春節─牛年特展」
1997年，參與國立傳統藝術中心「民族工藝大展」
2016年，豐原區葫蘆墩文化中心，「技藝薪傳-李榮烈竹藝師生聯展」

## 教育
1991年，受聘擔任臺中市北區農會在大坑地區舉辦的「竹材加工編織技能訓練研習班」講師。
1994年，擔任臺北縣立文化中心「縣民大學藝文研習班」竹編班講師
1996年—1998年，應聘擔任臺灣省原住民行政局技藝研究中心辦理的「藤編班」及「傳統藤編師資培訓班」講師。

## 作品
- 「螺旋紋花器」，典藏單位：國立傳統藝術中心，館藏編號：11199904002
- 「竹製乳母椅」，典藏單位：國立臺灣工藝研究發展中心，館藏編號：199101001
- 「亂中有緒」，典藏單位：臺中市政府文化局/臺中市纖維工藝博物館
- 「大玫瑰紋花器」，典藏單位：臺南市美術館
- 「素之鮮」，典藏單位：南投縣政府文化局/文化資產科[6]